# Unterbindungsgewahrsam
Als Unterbindungsgewahrsam, Präventivgewahrsam, Präventivhaft oder Präventionshaft, in Anspielung auf die Zeit des Nationalsozialismus satirisch-überspitzt auch „Vorbeugungshaft“, wird im Polizeirecht der deutschen Länder eine Form des Polizeigewahrsams zur Verhütung von Straftaten oder Ordnungswidrigkeiten von erheblicher Bedeutung oder deren Fortsetzung bezeichnet. Eine derartige präventive Freiheitsentziehung unterliegt verfassungsrechtlich hohen Anforderungen an die Verhältnismäßigkeit. Die Ermächtigungsgrundlage hierfür ist meist in den Polizeigesetzen der Länder zu finden. Voraussetzung ist immer, dass die Beeinträchtigung des Rechtsgutes nicht auf mildere Weise verhindert werden kann. Während die polizeilich angeordnete Ingewahrsamnahme spätestens zum Ablauf des folgenden Tages enden muss (so bereits Art. 104 Abs. 2 und 3 GG), kann ein Richter eine Verlängerung anordnen.
Begründet wird Unterbindungsgewahrsam allgemein damit, dass durch ihre Gefangennahme die betroffene Person daran gehindert werde, eine Ordnungswidrigkeit von erheblicher Bedeutung oder eine Straftat zu begehen oder fortzusetzen. In Bayern ist darüber hinaus eine Ingewahrsamnahme seit 1. August 2017 auch schon zur Abwehr einer (konkreten) Gefahr für ein bedeutendes Rechtsgut zulässig. Aus verfassungsrechtlichen Gründen wurden vor allem wegen dieses Punkts eine Vielzahl an Klagen gegen das Polizeiaufgabengesetz (Bayern) beim Bayerischen Verfassungsgerichtshof eingereicht, zumal gleichzeitig die bisherige Höchstdauer von zwei Wochen abgeschafft worden war. Über die Klagen wurde bisher noch nicht im Hauptsacheverfahren entschieden; im einstweiligen Rechtsschutz wurden entsprechende Anträge abgelehnt. Inzwischen führte der Bayerische Landtag zum 1. August 2021 eine Befristung auf zwei Monate ein.

## Regelung nach Gesetzen des Bundes und der Länder
Die genaue Ausgestaltung (insbesondere der Höchstdauer aufgrund gerichtlicher Anordnung) des Gewahrsams ist in den Polizeigesetzen des Bundes und der einzelnen Ländern unterschiedlich:
| Bundesbehörde/Land     | Paragraph                      | Höchstdauer | Gewahrsamszweck |
| ---------------------- | ------------------------------ | --- | --- |
| Bundespolizei          | § 39–42 BPolG                  | 4 Tage „wenn eine Straftat nach den §§ 125, 125a des Strafgesetzbuches oder eine gemeinschaftlich begangene Nötigung nach § 240 des Strafgesetzbuches begangen worden ist und Anhaltspunkte dafür vorliegen, daß der Betroffene sich an einer solchen Straftat beteiligt hat oder beteiligen wollte und ohne die Freiheitsentziehung eine Fortsetzung dieser Verhaltensweise zu erwarten ist“ (§ 42 BPolG) | „um die unmittelbar bevorstehende Begehung oder Fortsetzung einer Straftat oder einer Ordnungswidrigkeit von erheblicher Bedeutung für die Allgemeinheit zu verhindern“ (§ 39 Abs. 1 Nr. 3 BPolG)                        |
| Bundeskriminalamt      | § 57 BKAG                      | 4 Tage (§ 57 Abs. 2 BKAG in Verbindung mit § 42 BPolG) | „um die unmittelbar bevorstehende Begehung oder Fortsetzung von Straftaten nach § 5 Absatz 1 Satz 2 zu verhindern“ |
| Baden-Württemberg      | § 33 PolG                      | 14 Tage | Verhinderung einer unmittelbar bevorstehenden erheblichen Störung der öffentlichen Sicherheit |
| Bayern                 | Art. 17–20 PAG                 | 2 Monate | Abwehr einer Gefahr für ein bedeutendes Rechtsgut; Verhinderung einer unmittelbar bevorstehenden Begehung oder Fortsetzung einer Ordnungswidrigkeit von erheblicher Bedeutung für die Allgemeinheit oder einer Straftat  |
| Berlin                 | §§ 30, 31, 33 ASOG             | 2 Tage | Verhinderung einer unmittelbar bevorstehenden Begehung oder Fortsetzung einer Ordnungswidrigkeit von erheblicher Bedeutung für die Allgemeinheit oder einer Straftat                                                     |
| Brandenburg            | § 20 Abs. 1 BbgPolG            | 4 Tage | Verhinderung einer unmittelbar bevorstehenden Begehung oder Fortsetzung einer Straftat oder einer Ordnungswidrigkeit, die hinsichtlich ihrer Art und Dauer geeignet ist, den Rechtsfrieden nachhaltig zu beeinträchtigen |
| Bremen                 | § 13–16 BremPolG               | 4 Tage bzw. genauer „96 Stunden“ | Verhinderung der unmittelbar bevorstehenden Begehung oder Fortsetzung einer Straftat oder einer Ordnungswidrigkeit von erheblicher Gefahr                                                                                |
| Hamburg                | § 13c SOG                      | 10 Tage | Verhinderung einer unmittelbar bevorstehenden Begehung oder Fortsetzung einer Ordnungswidrigkeit von erheblicher Bedeutung für die Allgemeinheit oder einer Straftat                                                     |
| Hessen                 | § 35 HSOG                      | 6 Tage | Verhinderung einer unmittelbar bevorstehenden Begehung oder Fortsetzung einer Straftat oder einer Ordnungswidrigkeit mit erheblicher Bedeutung für die Allgemeinheit                                                     |
| Mecklenburg-Vorpommern | § 56 Abs. 5 SOG M-V            | 10 Tage (unmittelbar bevorstehende Begehung oder Fortsetzung einer Straftat), sonst 3 Tage | Abwehr einer gegenwärtigen Gefahr für die öffentliche Sicherheit oder Ordnung; Verhinderung einer unmittelbar bevorstehende Begehung oder Fortsetzung einer Straftat                                                     |
| Niedersachsen          | §§ 18, 19, 21 NPOG             | 10 Tage, bei „einer bevorstehenden terroristischen Straftat“ bis zu insgesamt 35 Tage | Verhinderung einer unmittelbar bevorstehenden Begehung oder Fortsetzung einer Straftat oder einer Ordnungswidrigkeit von erheblicher Gefahr für die Allgemeinheit                                                        |
| Nordrhein-Westfalen    | §§ 35 Abs. 1 Nr. 2, 36–38 PolG | 28 Tage „wenn es sich um eine Straftat nach § 12 Absatz 1 StGB (Verbrechen) handelt“, ansonsten 2 Tage | Verhinderung einer unmittelbar bevorstehenden Begehung oder Fortsetzung einer Straftat oder einer Ordnungswidrigkeit von erheblicher Bedeutung für die Allgemeinheit                                                     |
| Rheinland-Pfalz        | §§ 14, 15, 17 Abs. 2 POG       | 7 Tage „zur Verhinderung einer unmittelbar bevorstehenden Begehung oder Fortsetzung einer Straftat“ oder um eine Platzverweisung oder ein Aufenthaltsverbot durchzusetzen, sonst 2 Tage | Verhinderung einer unmittelbar bevorstehenden Begehung oder Fortsetzung einer Straftat oder einer Ordnungswidrigkeit von erheblicher Bedeutung                                                                           |
| Saarland               | § 16 SPolG                     | 8 Tage | Verhinderung einer unmittelbar bevorstehenden Begehung oder Fortsetzung einer Straftat oder einer Ordnungswidrigkeit von erheblicher Bedeutung für die Allgemeinheit                                                     |
| Sachsen                | § 26 Nr. 3 SächsPVDG           | 14 Tage | „unerlässlich ist, um die unmittelbar bevorstehende Begehung oder Fortsetzung einer Straftat oder einer Ordnungswidrigkeit von erheblicher Bedeutung zu verhindern“                                                      |
| Sachsen-Anhalt         | § 40 Abs. 1 Nr. 3 SOG LSA      | 4 Tage | „unerlässlich ist, um die unmittelbar bevorstehende Begehung oder Fortsetzung einer Straftat oder einer Ordnungswidrigkeit von erheblicher Bedeutung für die Allgemeinheit zu verhindern“                                |
| Schleswig-Holstein     | § 204 Abs. 5 LVwG              | keine Höchtsdauer genannt | „unerlässlich ist, um die unmittelbar bevorstehende Begehung oder Fortsetzung einer Straftat oder einer Ordnungswidrigkeit von erheblicher Bedeutung für die Allgemeinheit zu verhindern“                                |
| Thüringen              | § 22 Nr. 3 PAG                 | 10 Tage | „unerläßlich ist, um die unmittelbar bevorstehende Begehung oder Fortsetzung einer Straftat oder einer Ordnungswidrigkeit von erheblicher Bedeutung zu verhindern“                                                       |